# Philippicarcinus
Philippicarcinus is een geslacht van kreeftachtigen uit de klasse van de Malacostraca (hogere kreeftachtigen).

## Soorten
- Philippicarcinus oviformis Garth & Kim, 1983
- Philippicarcinus tuberomerus Garth & Kim, 1983